# Toshikazu Kato
Toshikazu Kato (加藤 寿一 Kato Toshikazu?), född 28 maj 1981 i Hiroshima prefektur, är en japansk före detta fotbollsspelare.
Kato började sin karriär 2000 i Avispa Fukuoka. Efter Avispa Fukuoka spelade han för Thespa Kusatsu, Mitsubishi Mizushima, V-Varen Nagasaki och Mitsubishi Heavy Industries Nagasaki. Han avslutade karriären 2014.